# أكزيريس مفترش
أكزيريس مفترش (الاسم العلمي:Axyris prostrata) هو نوع من النباتات يتبع جنس الأكزيريس من الفصيلة القطيفية.